# Wolf River (condado de Winnebago, Wisconsin)
Wolf River es un pueblo ubicado en el condado de Winnebago en el estado estadounidense de Wisconsin. En el Censo de 2010 tenía una población de 1189 habitantes y una densidad poblacional de 12,73 personas por km².

## Geografía
Wolf River se encuentra ubicado en las coordenadas 44°11′16″N 88°49′36″O / 44.18778, -88.82667. Según la Oficina del Censo de los Estados Unidos, Wolf River tiene una superficie total de 93.39 km², de la cual 74.65 km² corresponden a tierra firme y (20.07%) 18.74 km² es agua.

## Demografía
Según el censo de 2010, había 1189 personas residiendo en Wolf River. La densidad de población era de 12,73 hab./km². De los 1189 habitantes, Wolf River estaba compuesto por el 98.32% blancos, el 0% eran afroamericanos, el 0.5% eran amerindios, el 0.08% eran asiáticos, el 0% eran isleños del Pacífico, el 0.5% eran de otras razas y el 0.59% pertenecían a dos o más razas. Del total de la población el 1.26% eran hispanos o latinos de cualquier raza.